# Calculadora programable

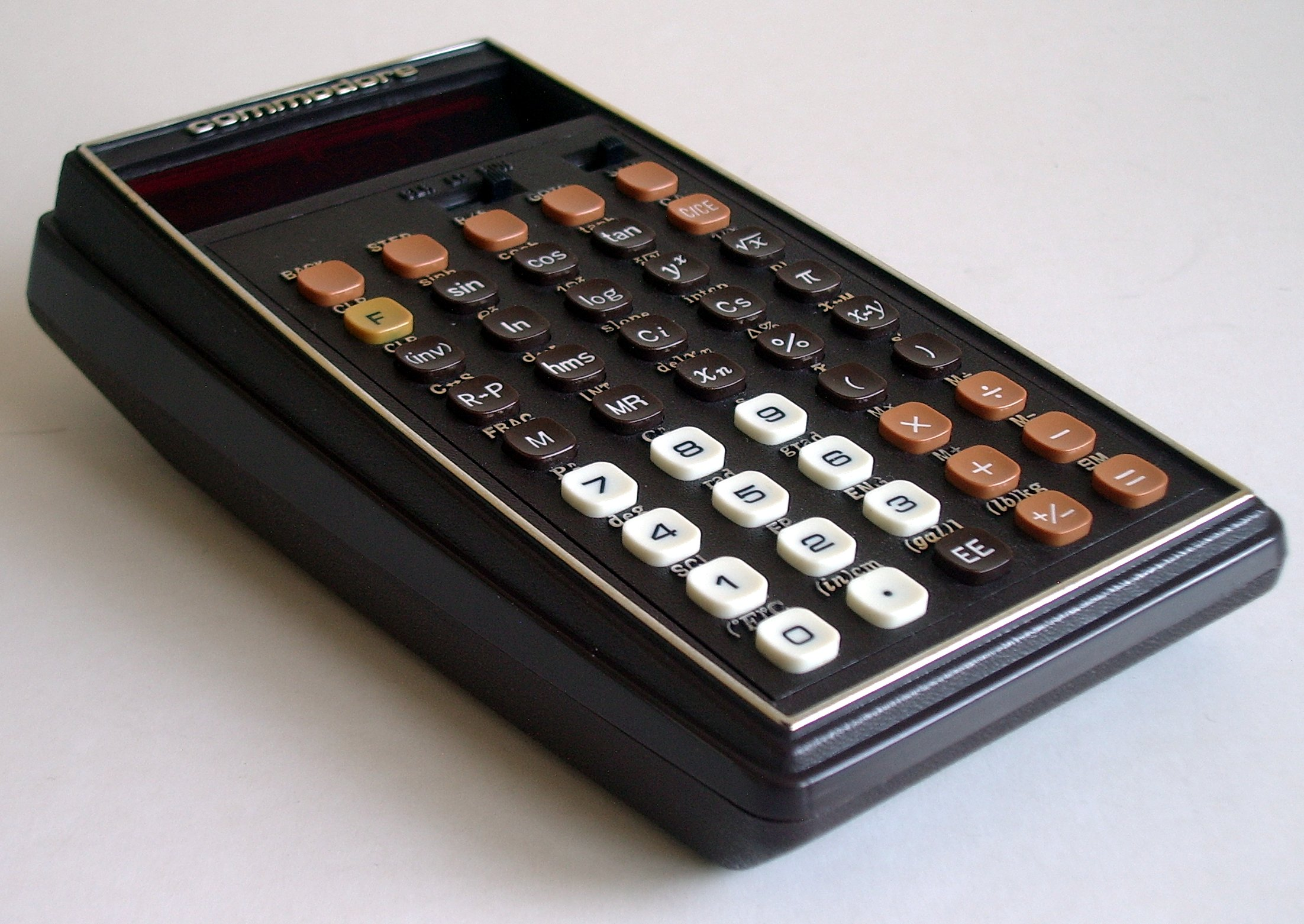
Calculadora programable Commodore PR-100 amb pantalla LED vermella, cap al 1978; a Alemanya també venut per Quelle com Privileg PR57NC.

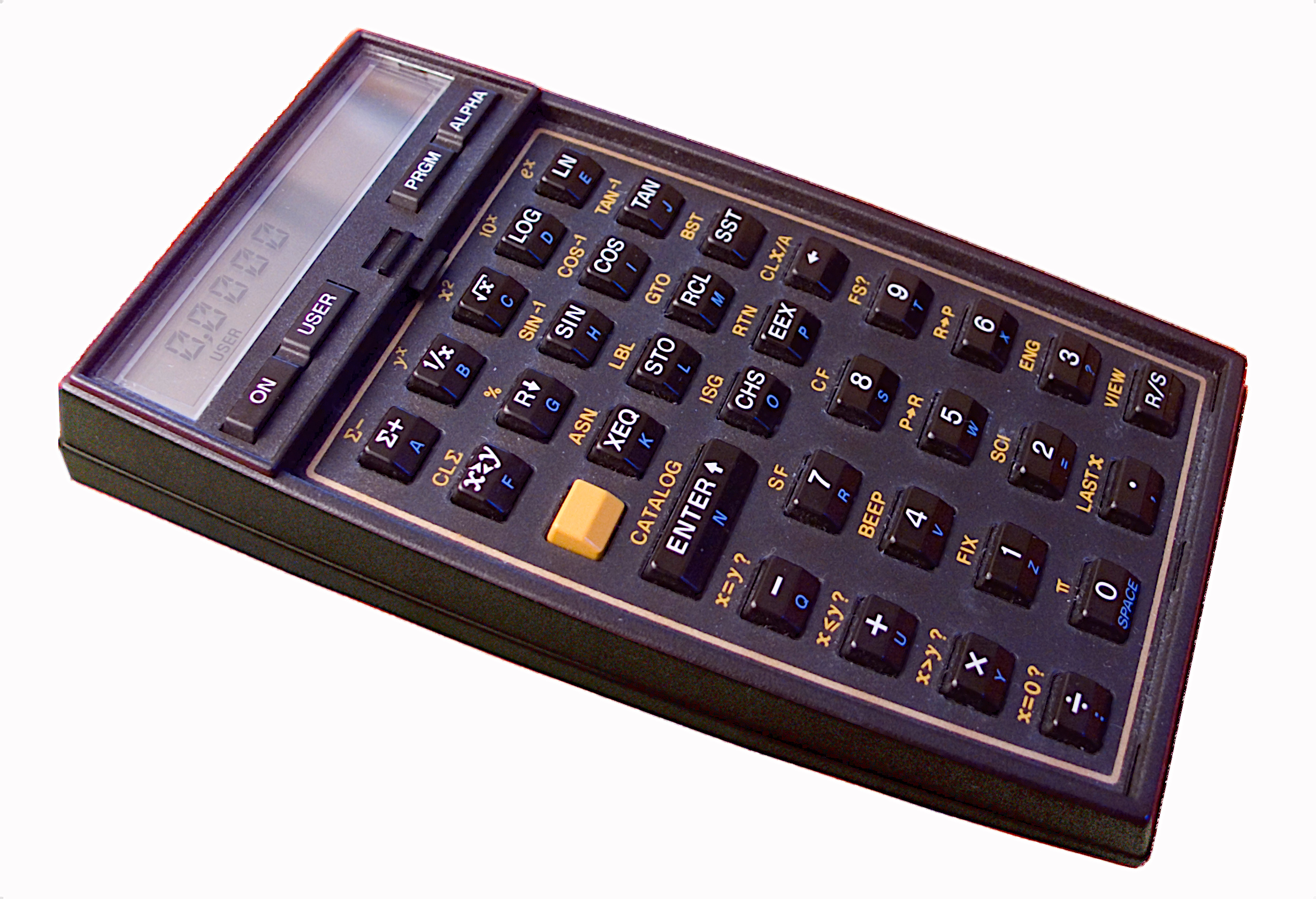
L' HP-41C de 1979 va ser la primera calculadora de butxaca amb una pantalla LC d'estalvi d'energia que també podia mostrar lletres i caràcters especials, els anomenats caràcters alfanumèrics.

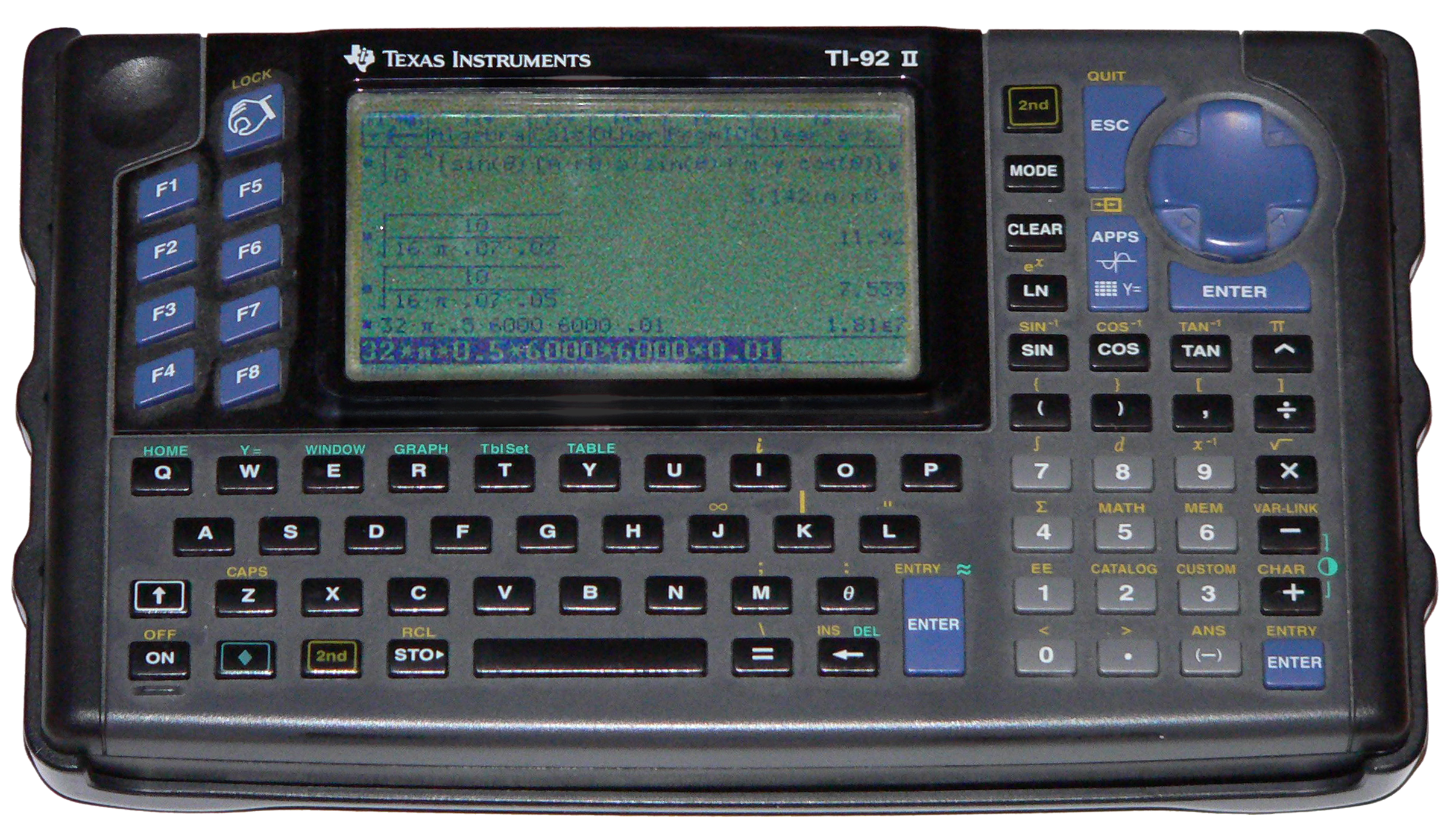
Texas Instruments TI-92- II - una calculadora gràfica programable.

Les calculadores programables són calculadores de butxaca que es poden programar per realitzar càlculs complexos de manera semblant als ordinadors. La primera calculadora d'aquest tipus va ser la Hewlett-Packard HP-65 l' any 1974 per a 795 Dòlar americà, uns 4.100 dòlars EUA pel poder adquisitiu actual. Avui dia, els dispositius significativament més potents de marca genèrica costen entre deu i vint euros.

## Història
Les fites notables en el desenvolupament de calculadores programables (algunes característiques es van introduir primer en models no programables) van ser:
- El 1974, Hewlett-Packard (HP) va presentar l'HP-65 com la primera calculadora de butxaca programable del món. Com que el programa i la memòria de dades es van esborrar quan es va apagar, la calculadora de butxaca també va rebre un lector de targetes magnètiques per a l'emmagatzematge extern dels programes. També va ser important per a la difusió que els propietaris de calculadores de butxaca idèntiques poguessin intercanviar programari mitjançant targetes magnètiques.

La programació consistia en emmagatzemar la seqüència de càlcul manual com les pulsacions de tecles per a una execució repetible i enriquir-la amb estructures de control (comparacions, bucles, salts) i operacions de memòria. Una peculiaritat particular dels models HP era la lògica d'entrada, anomenada Reverse Polish Notation (RPN), que es considerava avantatjosa d'implementar.
- El 1975 l' SR-52 de Texas Instruments (TI) va dominar l'adreçament indirecte de registres de dades i línies de programa.[1] A més, l'SR-52 es podria connectar a una impressora tèrmica especial (PC-100A de TI) i donar dades de sortida com a programes en paper tèrmic.

En contrast amb HP, TI va afavorir l'AOS (Algebraic Operation System) com a lògica d'entrada amb l'ordre habitual de l'operador, com ara el càlcul de punts abans del càlcul de la línia .
- El 1975, l'HP-55 va aparèixer amb un oscil·lador de quars que permetia les capacitats de cronòmetre.
- El 1975, com a part del projecte de prova Apollo-Soyuz, l'HP-65 va entrar en l'òrbita terrestre (ca. 187-222). km d'altitud).
- L'any 1976, amb l' HP-25C, la memòria RAM es va implementar utilitzant la tecnologia CMOS d'estalvi d'energia, la qual cosa significava que els programes i les dades es conservaven fins i tot després d'apagar el dispositiu ("memòria contínua").
- El 1976, l' HP-67 i l'HP-97 van substituir l'HP-65 com a calculadora de butxaca (HP-67) i una calculadora d'escriptori totalment compatible amb impressora (HP-97). Ara era possible processar programes que eren més grans que la memòria de l'ordinador. Per fer-ho, l'ordre "Combinar" sol·licitava una nova targeta magnètica que sobreescrivia les parts del programa existents.
- El 1977, la TI-59 es va presentar com la successora de l'SR-52, que va ser dissenyada per a petits mòduls ROM extraïbles amb programari ("Solid State Software", aprox. 5è kB/mòdul) sobre diversos temes (estadístiques, navegació). La TI-59 va poder dividir de manera variable la seva (per a l'època) enorme RAM de 960 bytes entre la memòria de dades i la memòria del programa.
- L'any 1977 també es va introduir l' HP-19C, que integrava la impressora en el seu cos de calculadora compacta.
- El 1977 es va presentar l' HP-97S, un HP-97 estès, que estava equipat per primera vegada amb una interfície externa (BCD, paral·lela).
- El 1978, l' HP-38E va ser la primera calculadora financera programable. Fins ara, els fabricants de calculadores de butxaca programables s'han concentrat en àrees d'aplicació tècniques i científiques.

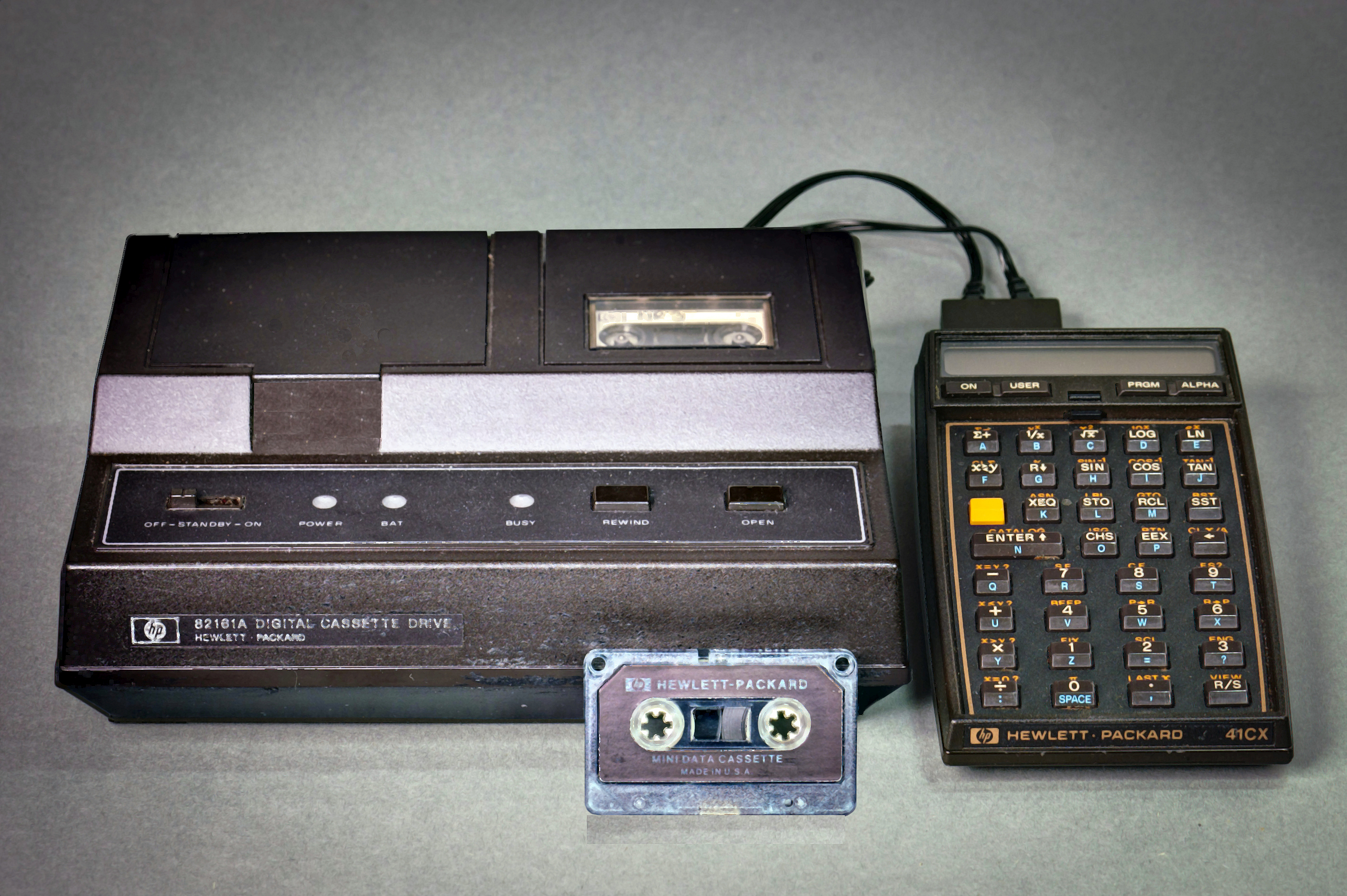
Per a la sèrie HP-41 (a partir de 1979) hi havia un gran nombre de dispositius perifèrics, com ara un dataset amb microcassets, que es connectaven mitjançant el sistema de bus HP-IL.

### LCD
- L'any 1979 l' HP-41C va rebre una pantalla LC alfanumèrica (Texas Instruments ja havia presentat una pantalla LCD amb representació purament numèrica a la TI-1750 no programable l'any 1977),[2] podia mostrar text i també processar-lo al programa. Els connectors i mòduls opcionals per a les badies de l'HP-41C han complementat l'oferta al llarg dels anys, p. B. RAM, funcions de temps, funcions especials, lectors de targetes, impressores, lectors de codis de barres i un mòdul d'infrarojos per a impressores addicionals. Per primera vegada, les àrees de memòria de diferents programes es van aïllar entre si. En el transcurs del seu període de construcció de 10 anys, es va oferir un bucle d'interfície (HP-IL) amb el qual, per exemple, es podien controlar o llegir dispositius de casset magnètic o dispositius de mesura.
- El 1979 va aparèixer el Sharp EL-5100. Presentava una pantalla de matriu de punts per mostrar números i caràcters (a diferència de la pantalla de segments alfanumèrics de l' HP-41C). L'EL-5100 només es podia programar mitjançant fórmules, sense ordres de salt ni declaracions condicionals.
- La matemàtica financera HP-12C es va presentar el 1981, que s'ha construït gairebé sense canvis des de llavors (a partir del 2017), convertint-la en la calculadora de butxaca programable més venuda del mercat.
- El 1981 la NASA[3] va començar a donar als astronautes del transbordador espacial Columbia[4] models HP-41. Els astronautes van poder utilitzar programes especials HP-41 per comprovar els paràmetres de reentrada calculats per l'ordinador de bord. L'any 1985, un HP-41CX també va participar en la missió alemanya D1 en el transbordador espacial, el dispositiu de la missió D1 està ara en possessió del Deutsches Museum.
- L'any 1982, amb l'HP-75C, es va abolir el motor del lector de targetes magnètiques, que necessitava massa energia per al funcionament de la bateria.[5] Les targetes magnètiques es van passar a mà per una ranura de la caixa.
- El 1982, es va presentar l' HP-16C, una calculadora especialment dissenyada per als programadors, per exemple per calcular en diferents sistemes numèrics. Texas Instruments va llançar el programador TI l'any 1977, però no era programable.
- El 1982 es va presentar l' HP-15C, una calculadora que oferia una pila per a nombres complexos i, per tant, podia gestionar fàcilment molts càlculs en enginyeria elèctrica (TI ja havia presentat la TI-54 no programable per a "funcions algebraiques" reals i complexes a 1981). Les operacions i funcions de matriu també s'han implementat com a funció integrada de l'HP-15C. Com que l'HP-15C no podia imprimir ni transferir programes externament, l'intercanvi de programari era limitat. El 2011, Hewlett Packard va llançar una 'edició limitada' d'aquest ordinador, que com a rèplica de l'HP 15 original semblava molt semblant, però funcionava unes 100 vegades més ràpid.
- El 1984, la Sharp EL-5400 va ser la primera calculadora de butxaca amb BASIC com a llenguatge de programació d'alt nivell. Pel que fa al disseny i la programabilitat, l'EL5400 es basava en el Sharp PC-1210 presentat l'any 1979, el primer ordinador portàtil programable BASIC.
- El 1985, Casio va presentar la primera calculadora amb capacitat gràfica, la FX-7000G. Les diferents funcions gràfiques es podrien cridar manualment o utilitzar-se en programes escrits per si mateix.
- El 1986 va aparèixer la fx-5500 de Casio, la primera calculadora amb un sistema d'àlgebra informàtica limitada (CAS). L'fx-5500 va ser capaç de manipular expressions simbòlicament (factoritzar, ampliar, simplificar).[6] La calculadora només es podia programar fórmules sense instruccions de salt o declaracions condicionals.
- El 1987 es va presentar l' HP-28C. L'HP-28 utilitzava un nou llenguatge propi d'HP (RPL), que permetia programació recursiva, càlculs sense restriccions amb nombres reals i complexos, permetia àlgebra matricial i representacions gràfiques i podia calcular i derivar expressions simbòliques. Totes les memòries (variables, nivells de retorn de subprograma, nivells de pila) només estaven limitades per la capacitat de la memòria RAM, de manera que els programes podien cridar a qualsevol altre programa sense cap reacció. El desenvolupament va donar lloc a l' HP-48SX i als seus successors.
- L'any 1990, l' HP-48SX va rebre una interfície RS-232 de sèrie, amb la qual les dades i els programes podien ser emmagatzemats en els ordinadors. Una interfície d'infrarojos va permetre intercanviar dades i programes amb models compatibles.
- En 1995, la TI-92 va ser la primera calculadora de butxaca amb un sistema d'àlgebra informàtica complet (basat en Derive). La TI-92 es pot programar en un llenguatge semblant al BASIC

En els primers dies, les calculadores de butxaca programables competien amb regles de diapositives i calculadores de butxaca senzilles, de manera que les calculadores d'alta qualitat eren especialment populars entre científics i enginyers i estaven programades per a nombrosos problemes tècnics i (en una mesura limitada) empresarials. Quan les pantalles LC es van tornar barates a finals de la dècada de 1980 i cada cop van sortir al mercat més calculadores de butxaca amb capacitat gràfica, la competència creixent dels fulls de càlcul als ordinadors va créixer al mateix temps, fet que finalment va provocar la propagació i, per tant, també el desenvolupament i venda de noves generacions de calculadores de butxaca programables frenades. Per tant, ja no es preveuen nous desenvolupaments significatius en aquest àmbit.

## Tecnologia
Les calculadores de butxaca programables tenen una memòria interna on es poden emmagatzemar programes que poden simplificar o automatitzar processos de càlcul complexos. Aquests programes s'introdueixen mitjançant el teclat de la calculadora de butxaca en un mode d'entrada de programa especial. A causa de les pantalles majoritàriament simples a les calculadores de butxaca (en el passat només una línia per mostrar números, avui la majoria de línies), l'edició dels programes es limita a les ordres de desplaçament (una ordre de programa cap endavant, una ordre de programa de tornada a la pantalla), inserir, sobreescriure i suprimir l'ordre. Les primeres calculadores no permetien introduir lletres, de manera que només es podien utilitzar les ordres de tecla del teclat. La programació estava orientada a màquina, és a dir. És a dir, es van utilitzar de manera explícita els registres de memòria i els registres de programa ("Desa 5 al registre de memòria 3": 5 STO 3 a RPN; "Saltar a la línia de programa 78": GTO 78, etc.).). Les calculadores de butxaca programables, que també tenen capacitat per a gràfics, ara sovint ofereixen editors de text amb una funcionalitat de vegades força àmplia per a aquests propòsits (i sovint no tenen un mode de programació especial).
El principal desavantatge de programar seqüències de claus era que els recursos comuns com la memòria de dades, els registres/pila de càlcul i les banderes no es podien tancar. Amb una utilitat de tercers, per exemple, no n'hi havia prou amb conèixer l'entrada i la sortida (com passa amb les funcions integrades de la calculadora), sinó que també calia comprovar l'assignació de recursos i els conflictes amb el vostre propi programa. Els canvis necessaris només eren possibles manualment i en el cas de programes que treballaven amb adreçament indirecte de registres de memòria, només després d'analitzar el programa. Només llenguatges de programació com RPL a HP (introduït amb l'HP-28C i l'HP-48/49/... ff. models) permetien col·leccions de programes més extenses sense que l'execució de programes auxiliars i subprogrames estrangers interferís amb el propi programa.
Inicialment, els programes només es podien emmagatzemar a la pròpia calculadora de butxaca, més tard també a les targetes magnètiques. Pocs models permetien llegir programes mitjançant codis de barres i unitats de cinta magnètica (HP-41). Amb l'èxit del mercat de l'ordinador, les calculadores de butxaca modernes també van poder comunicar-se amb ordinadors des dels anys noranta. A partir d'aleshores es va poder dissenyar programes ja fets per a la calculadora de butxaca a l'ordinador o carregar-los des d'Internet (des de mitjans dels anys 90) i després transferir-los a la calculadora de butxaca mitjançant un cable de transmissió especial (ara USB). .

## Aplicacions
El ventall de programes possibles és molt gran. Des de programes de matemàtiques i programes de geometria fins a jocs, gairebé tots els gèneres de programes estan representats. S'ha demostrat que l'orientació funcional dels ordinadors era predominantment científica. Les calculadores especialitzades en matemàtiques financeres van sortir tard. A causa de les opcions gràfiques encara limitades i la velocitat de treball mediocre, els jocs són bastant senzills i només han trobat una distribució limitada.

## Intercanvi de programes
Les calculadores només es podien programar de la seva manera propietària i, els programes només es podien salvar mitjançant targetes magnètiques fins a mitjans dels anys vuitanta. En el cas dels ordinadors, això normalment incloïa compatibilitat a la baixa amb el model anterior, en cas contrari els usuaris havien de confiar en mitjans impresos per intercanviar programari. Per a l'HP-41C, HP va desenvolupar un lector de codis de barres que podia acceptar fàcilment codis de barres impresos. Tanmateix, els usuaris no tenien cap manera oficial de crear codis de barres fins que els aficionats van presentar una conversió de la impressora HP a la 41C. HP va presentar més tard l' Interface Loop, que va permetre utilitzar disquets i cassets magnètics per emmagatzemar dades i programes per primera vegada, encara que a un preu relativament elevat.
Els fabricants d'ordinadors de major qualitat han distribuït programari per als seus productes amb llibres de solucions orientats a temes. HP va vendre els paquets amb targetes magnètiques, més tard amb codis de barres per a l'HP-41C, mentre que Texas Instruments fins i tot va oferir mòduls ROM per a la TI-59, per exemple per a la navegació al mar.
Amb la seva 'Users Program Library Europe' (UPLE) i un sistema de recompensa per al programari enviat, Hewlett-Packard va participar en l'intercanvi gratuït de programes entre usuaris fins al 1983.
La distribució de programari també va ser promoguda per revistes especialitzades i sobretot per diverses associacions:
- Computer Club Germany e. V. (CCD), que es va fundar el novembre de 1981.[7] La revista dels membres es deia PRISMA, a més de les llistes de programes per a l'HP-41 es van imprimir més tard com a codis de barres.
- Micro-Pocket Computer User Club (MICAC, antic capítol alemany de l'HP-65 Users Club) a Colònia, la revista dels membres es deia "Display".
- TI 58-59 Software Club

## Nostalgie

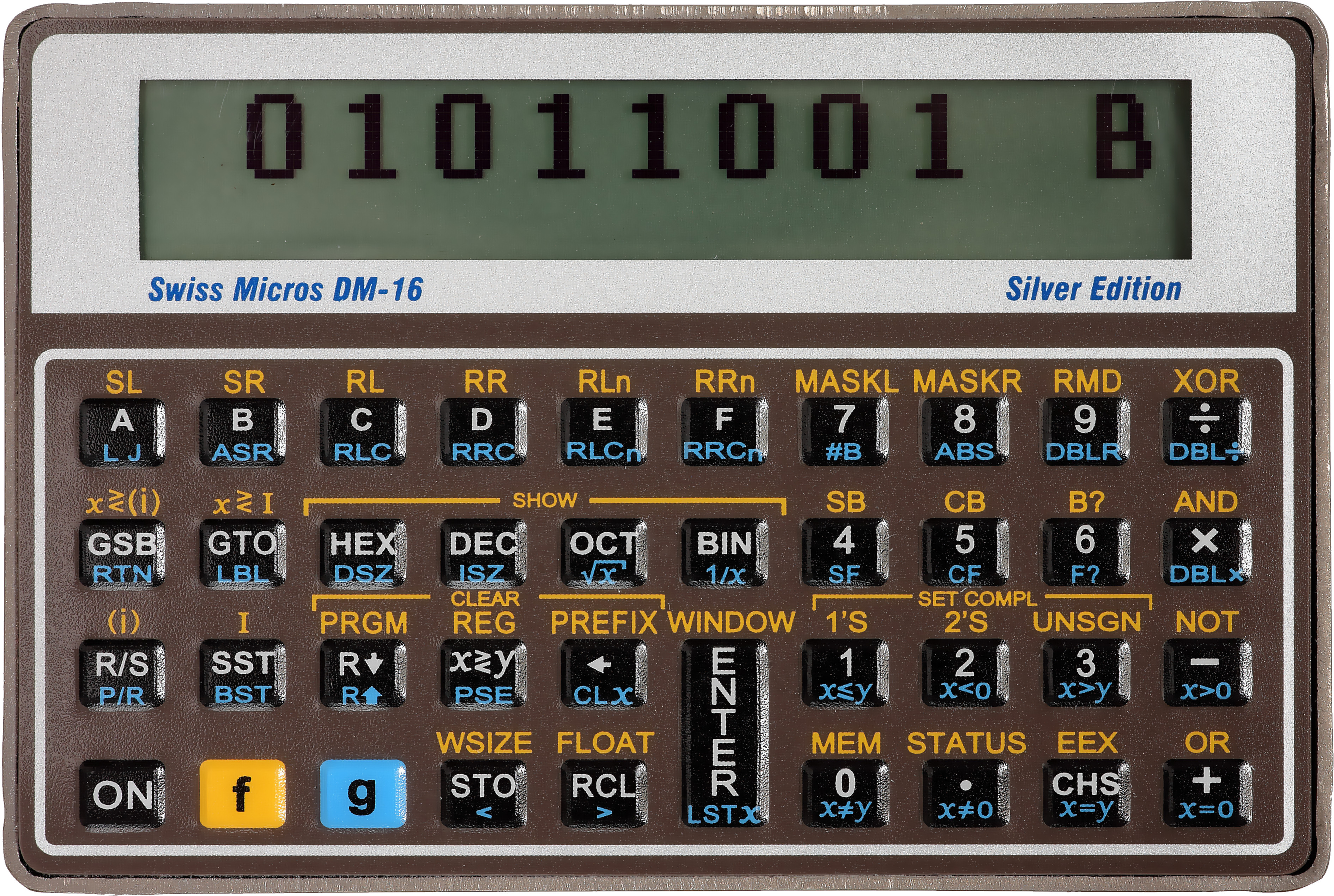
Rèplica de l'HP-16C com a DM-16 de Swiss Micros en format de targeta de crèdit (88 × 59 × 7 mm³)

Hi ha una sèrie d'emuladors i simuladors per a diversos sistemes operatius, que reprodueixen principalment calculadores antigues de Hewlett-Packard i de vegades utilitzen el codi original. Aquestes rèpliques també són programables de la mateixa manera que les calculadores originals. En el cas particular de les calculadores HP, això vol dir que s'han mantingut característiques essencials com ara l'aritmètica RPN o BCD (en lloc de l'aritmètica binària).
El més destacat fins ara ha estat la rèplica de diversos ordinadors, la majoria dels quals provenen de la sèrie Voyager d'HP. La mateixa HP va anunciar i més tard va llançar una edició limitada de l'HP-15C el 2011. Des del 2012, el proveïdor Swiss Micros ha llançat la majoria de les calculadores de la sèrie Voyager i altres models com a rèpliques amb el microcodi original d'HP, amb el processador original d'HP emulat per un microprocessador actual. HP també va utilitzar aquest mètode per a l'edició limitada.